# Милош Бркић (песник)
Милош Бркић (Пожега, 8. март 1986) српски је песник. 

## Рад
До сада је објавио књиге поезије: "Када тишина проговори због тебе" (2012), "Сенке у очима" (2013), "Други цвет" (2014), "Речи из безгласја" (2015), "Урамљивање стварности" (2019), "Поезија - изабране и друге песме" (2020) и "Бришем ти траг" (2022).
За књигу поезије „Сенке у очима“ добио је књижевну награду „Матићев шал“. Добитник је прве награде на конкурсу „Шумадијске метафоре“ за 2014. годину и награде "Печат кнеза Лазара" за књигу "Речи из безгласја" 2016. године. Добитник је награде "Перо књаза Милоша Обреновића" 2018. године за укупно књижевно стваралаштво и награде "Еуридикина повеља" на 11. Међународним песничким сусретима "Орфеј на Дунаву 2022"..
Песме су му превођене на руски, италијански, француски, арапски, пољски и енглески језик. Заступљен је у различитим часописима, зборницима и антологијама песништва.
Члан је Удружења књижевника Србије.

## Награде
- Награда Матићев шал[6]
- Награда Шумадијске метафоре[7][8]
- Награда Печат кнеза Лазара[9]
- Награда Перо књаза Милоша Обреновића[10]
- Награда Перо Милана Т. Порубовића
- Награда Еуридикина Повеља

## Дела
Поезија
- Када тишина проговори због тебе (2012)[11]
- Сенке у очима (2013)[12]
- Други цвет (2014)[13]
- Речи из безгласја (2015)[14]
- Урамљивање стварности (2019)[15]
- Поезија - изабране и друге песме (2020)[16][17]
- Бришем ти траг (2022)[18][19][20]